# Artenacia jaurella
Artenacia jaurella is een vlinder uit de familie van de stippelmotten (Yponomeutidae). De wetenschappelijke naam van de soort werd in 1905 gepubliceerd door Pierre Chrétien.